# Čeněk Kottnauer
Čeněk Kottnauer (Praga, 24 febbraio 1910 – Londra, 14 febbraio 1996) è stato uno scacchista cecoslovacco naturalizzato britannico.

## Biografia
Partecipò a tre Olimpiadi degli scacchi: con la Cecoslovacchia alle Olimpiadi di Helsinki 1952 e con l'Inghilterra alle Olimpiadi di Tel Aviv 1964 e Lugano 1968. Alle olimpiadi di Helsinki 1952 totalizzò (+10 –0 =5), vincendo una medaglia d'oro individuale in 4ª scacchiera.
Nel 1953 Kottnauer emigrò nel Regno Unito, stabilendosi a Londra. Negli anni '70 diventò uno degli allenatori delle giovani leve inglesi.
Ottenne il titolo di Maestro internazionale nel 1950 e di Arbitro internazionale nel 1951.

## Palmarès

### Principali risultati
- 1942:   6º a Praga (vinsero Alekhine e Junge)
- 1943:   1º a Zlín, davanti a Jan Foltys
- 1946:   13º nel fortissimo torneo di Groninga, vinto da Botvinnik
- 1947:   2º a Vienna ((Schlechter Memorial), dietro a László Szabó
- 1948:   4º a Bad Gastein (vinse Erik Lundin)
- 1952:   1º a Lucerna 1952/53[3]
- 1960:   5º-6º nel torneo di Hastings 1959/60, vinto da Svetozar Gligorić